# 基伍湖
基伍湖位於東非大裂谷西支，為剛果民主共和國與盧安達的界湖。由断层陷落而成，海拔1460米。南北长96千米，东西宽48.3千米，面积2700平方千米，为非洲第八大湖。平均水深240米，最大水深489米。湖水注入魯濟濟河，再向南流入坦干伊喀湖，湖口建有穆鲁鲁水电站。
湖的北面是维龙加火山群。
基伏湖的表面積約為2700平方公里，海拔高度約1460公尺。最大長度90公里，最大寬度48公里。平均深度為220公尺，最深達475公尺。湖床坐落在東非大裂谷上，地質活動使湖兩邊的板塊拉開，造成這個地區的火山活動。在湖中有許多島嶼，其中最大者為伊吉威島（Idjwi）。與它鄰近的地區有剛果民主共和國的布卡武、卡巴雷（Kabare）、卡萊亥（Kalehe）、沙凱（Saké）、戈馬及盧安達的吉塞尼、基布耶、尚古古。
第一個來到此處的歐洲人是德國探險家古斯塔夫·阿道夫·馮·格岑（Gustav Adolf von Götzen）。他在1894年來到此處。

## 火山
基伏湖随深度增加湖水矿化度和密度逐渐增大，湖底的大量水生植物残骸因缺氧发酵而产生大量天然气，在深水的压力下溶解在湖水中，储量约550亿立方米。因此成為目前僅知的三個會噴發之湖泊。其他兩個是喀麥隆的尼奧斯湖及莫瑙恩湖。科學家對基伏湖的地質歷史進行分析，發現基伏湖畔有週期性的生物大絕滅，週期約每1000年一次。基伏湖噴發的原因目前不明，但最有可能的因素是週期性的火山活動。
會噴發的湖泊，噴出的氣體種類都不相同。基伏湖的湖水中溶解了甲烷及二氧化碳，且湖底有火山作用。有超過兩百萬人居住在基伏湖周圍盆地中，所以一旦基伏湖噴發，可能會造成像是1986年尼奧斯湖噴發一般的慘劇。當時，造成了超過1500人死亡。
科學家假設，一旦火山作用加熱底部的高氣體濃度湖水，會迫使大量甲烷溢出，且有可能會造成甲烷爆炸。這個爆炸會同時促使湖水釋放出大量的二氧化碳。接著，二氧化碳會使大部分在基伏湖周圍低地生活的人窒息而死。也有科學家認為，當甲烷爆炸時，會在湖中造成「海嘯」。
最近對於尼奧斯湖的分析與研究，使人們對基伏湖的潛在危險更加了解。2001年，科學家在尼奧斯湖安裝了一根排氣管，用來抽取深層湖水中含有的氣體。但諸如此類的計劃在基伏湖施行起來會變得非常昂貴（可能需花費數百萬美元），因為基伏湖的面積幾乎為尼歐斯湖的2000倍大。

### 抽取甲烷
在基伏湖發現大約有550億立方公尺的甲烷及其他氣體溶解於深300公尺的湖水中。盧安達政府與一個國際協會簽了一份8千萬美元的合約，以抽取這些甲烷。抽取的方法是將富含氣體的水抽出並噴向高空，一旦水壓減低，氣體的溶解度降低，溶解在水中的氣體（主要為二氧化碳、甲烷及硫化氫）隨即冒泡溢出。基伏湖的甲烷可以作為便宜的能源，也可供出口至鄰近國家。這個計劃希望能夠提高盧安達的能源產量，使盧安達能夠供給能源給鄰近的非洲國家。

## 註解
1. ↑  中国大百科全书编委会 (编).  第三版.   [2023-06-13]. （原始内容存档于2023-06-13）.

## 外部連結及參考
- 聯合國糧農組織（UNFAO）中關於剛果民主共和國湖泊的介紹（页面存档备份，存于）（英文）
- BBC:killer lakes （页面存档备份，存于）（英文）
- 對基伏湖的研究報告（英文）